# Артимата, Елени
Елени Артимата (греч. Ελένη Αρτυματά, род. 16 мая 1986 года) — кипрская легкоатлетка.

## Биография
Артимата представляла Кипр на летних Олимпийских играх 2008 года в Пекине, где в беге на 200 м она дошла до второго раунда. На Средиземноморских играх в Пескара она завоевала две медали: золотую в беге на 200 метров и бронзовую в беге на 100 метров. Она также завоевала две золотые медали на играх малых государств Европы 2005 года. На чемпионате мира по лёгкой атлетике 2009 года она дошла до финала в беге на 200 м, где заняла 8 место. В полуфинале турнира она установила личный рекорд, пробежав двухсотметровку за 22,64 с. На играх Содружества 2010 года в Дели она пробежала быстрее всех квалификационные забеги в 200 м. Однако вскоре после забега она была дисквалифицирована, так как во время забега заступила на соседнюю дорожку. В 2013 году Артимата во второй раз в своей карьере одержала победу в беге на 200 метров на Средиземноморских играх в Мерсине.